# 藤井修一
藤井 修一（ふじい しゅういち、1952年12月18日 - ）は、日本の政治家。元熊本県鹿本郡植木町長（2期）。
中央大学卒業。

## 略歴
- 1978年 植木町役場勤務
- 2005年 植木町第14代町長に就任。
- 2009年 植木町長選挙で無投票で再選。